# Katie Melua
Katie Melua, nata Ketevan Melua (in georgiano ქეთევან მელუა?; Kutaisi, 16 settembre 1984), è una cantautrice e musicista georgiana naturalizzata britannica, seconda cittadinanza conferitale nel 2005.

## Biografia

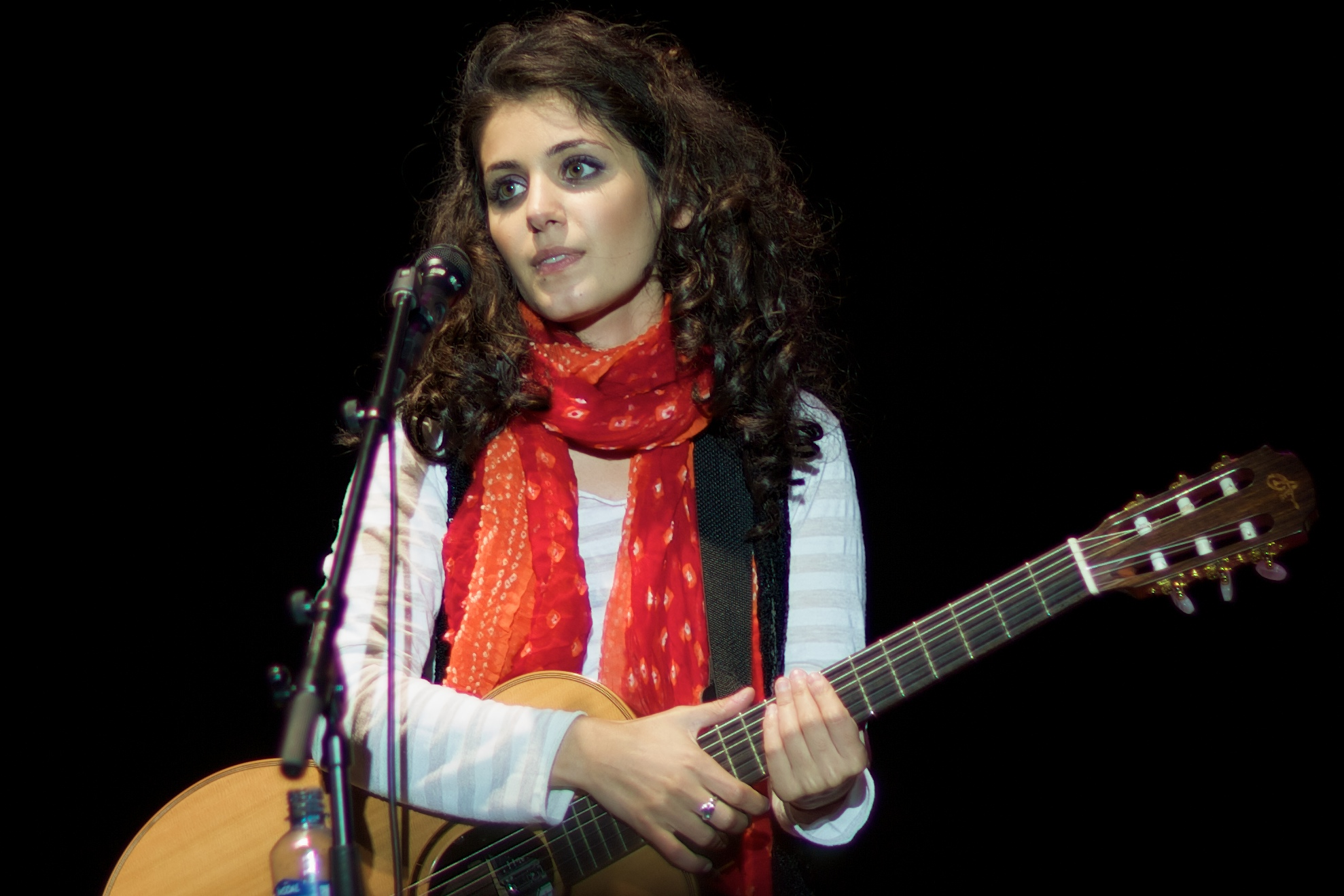
Katie Melua in concerto nel 2005

Katevan Melua è nata in Georgia, dove il padre, di origine mingrelia, lavorava come cardiochirurgo. Visse per i primi anni di vita a Tbilisi (con i genitori e il fratello minore condivideva un appartamento insieme ai nonni paterni e due zii) per poi spostarsi coi genitori a Batumi, sul Mar Nero. Nel 1993, in seguito alla guerra civile georgiana, la famiglia si trasferì a Belfast, nell'Irlanda del Nord, dove al padre era stato offerto un posto al Royal Victoria Hospital, e dove Katie frequentò la St. Catherine's Primary School e poi il Collegio Domenicano di Fortwilliam.
Per una possibilità di lavoro del padre, la famiglia si trasferì ancora a Londra nel 1998. A 15 anni, Katie vinse un concorso per giovani talenti organizzato dall'emittente britannica ITV, cantando Without You dei Badfinger. Si diplomò poi alla BRIT School con una "A" in musica.
Katie parla tre lingue: georgiano, russo e inglese. Della sua infanzia nella Georgia sovietica, da lei definita molto felice e serena, ricorda però di come regolarmente saltava l'elettricità, della totale mancanza di acqua calda nelle case e delle lunghe code per il pane.
Il 29 aprile 2006, in suo onore, è stato dato il nome di Katie Melua a una nuova varietà di tulipano prodotta nei Paesi Bassi.
Dal 2011 al 2020 è stata legata sentimentalmente al pilota motociclistico James Toseland, con cui si era sposata il 1º settembre 2012 ai Kew Gardens di Londra. Nel 2022 ha avuto un figlio.

## Carriera
Katie Melua cominciò a scrivere canzoni nel 2001, a 16 anni. Nello stesso anno aveva un'esperienza lavorativa presso il dipartimento di Ricerca e Sviluppo della BBC a Kingswood Warren, nel Surrey; i colleghi e i professori l'incoraggiavano ad andare all'università, ma lei replicò che aveva già deciso di diventare una cantante.
Mentre si stava esibendo in uno spettacolo organizzato dalla Brit School attirò l'attenzione di Mike Batt, compositore musicale, produttore e autore di testi inglesi, che era in ricerca di un'artista capace di cantare "jazz e blues in maniera interessante", la scritturò per la sua casa discografica (la Dramatico) e le fece fare le prime prove in studio. Melua ammise di non essere stata assolutamente a conoscenza del fatto che Batt fosse stato il leader della band degli anni 1970 The Wombles finché non vide delle copie dei loro dischi nel suo studio (The Wombles si esibivano sempre vestiti da pupazzi, i wombles appunto, dalla cui serie TV avevano preso il nome).

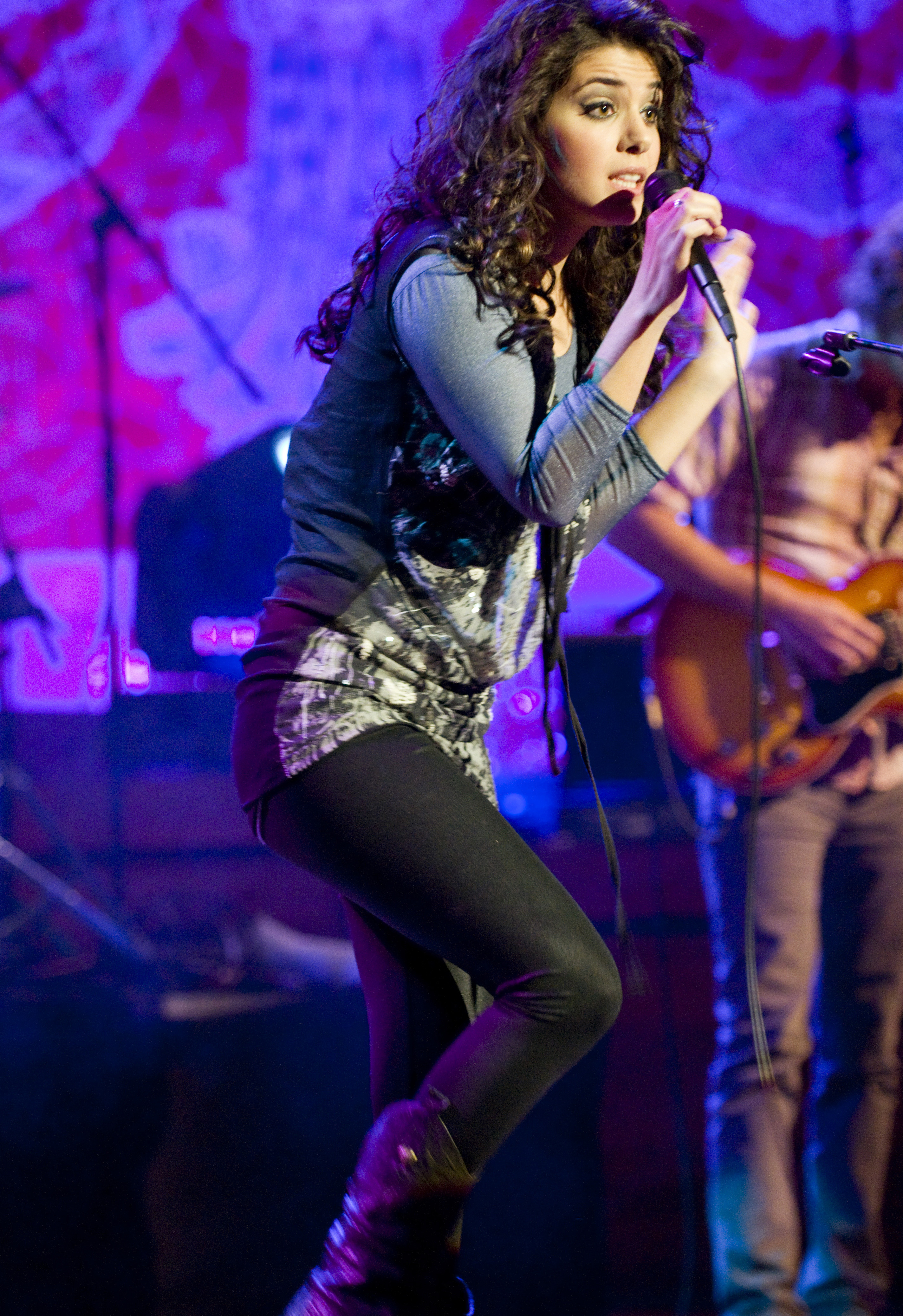
Katie Melua in concerto nel 2008 al Palau de la Música Catalana di Barcellona

Nel 2003 esce il primo album, Call Off the Search, che contiene due canzoni scritte da Katie Melua: Belfast (Penguins and cats) e Faraway voice, sulla morte del suo idolo Eva Cassidy. L'album contiene inoltre cover di Delores J.Silver (Learnin' the blues), John Mayall (Crawling Up a Hill), Randy Newman (I think it's going to rain today), e James Shelton (Lilac wine). Altre sei canzoni dell'album vengono scritte da Mike Batt. Inizialmente è difficile ottenere passaggi radiofonici per il singolo The closest thing to crazy; le cose cambiano dopo che il produttore di BBC Radio 2 Paul Walters ascolta la canzone e la include nel popolare show di Terry Wogan. Grazie a questo sostegno, quando l'album esce è un immediato successo, arrivando al numero 1 della classifica britannica nel gennaio 2004; l'album vende 1.2 milioni di copie in UK e 3 milioni complessivamente in tutto il mondo. Il secondo singolo, Call off the search, e il terzo, Crawling Up a Hill, non ottengono il successo del primo.
Dopo la pubblicazione Katie Melua ha il modo di duettare con Jamie Cullum interpretando Love Cats ai Brit Awards. Collabora al 20º anniversario del Band Aid, unendosi al coro di star della musica britannica che incide Do They Know It's Christmas? nel novembre 2004 per raccogliere fondi per aiutare le regioni dell'Africa vittime della denutrizione. Il 19 marzo 2005 realizza quello che dice essere stato uno dei suoi sogni d'infanzia, cantando Too Much Love Will Kill You con i Queen (Brian May e Roger Taylor (riunitisi in quell'anno in una nuova formazione con Paul Rodgers), a un concerto in Sudafrica. Nel dicembre 2005 ha inoltre duettato con The Pogues per la trasmissione CD UK in Fairytale of New York. Nell'agosto dello stesso anno, Katie Melua era diventata cittadina britannica giurando davanti alla Regina Elisabetta II nella cerimonia dedicata.
Il suo secondo album, Piece by Piece, è stato pubblicato il 26 settembre 2005; il singolo Nine Million Bicycles, era invece stato pubblicato il 19 settembre dello stesso anno. Oltre a questa nell'album ci sono quattro canzoni scritte da lei, quattro da Batt, una scritta a quattro mani da entrambi, e tre rifacimenti di vecchie canzoni per un totale di dodici tracce. L'album ha debuttato al primo posto della classifica britannica il successivo 3 ottobre. Il 5 dicembre dello stesso anno uscì il singolo di I Cried For You contenente una cover di Just like Heaven dei The Cure, colonna sonora del film omonimo. Il terzo singolo, Spider's Web è stato pubblicato il 17 aprile 2006.

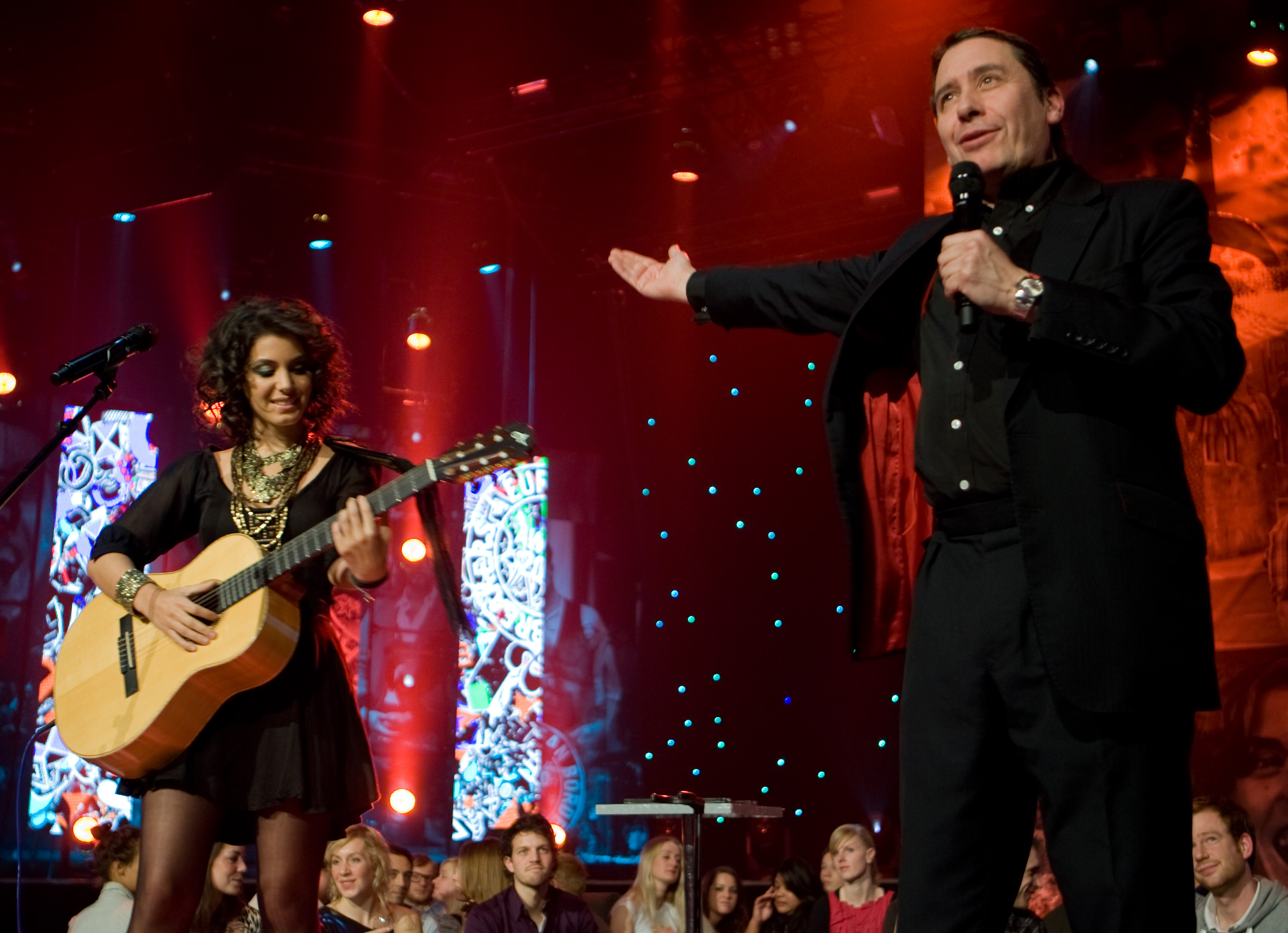
Jools Holland introduce Katie Melua agli European Border Breakers Awards del 2011 a Groninga

Il 20 gennaio 2006 con il concerto a Aberdeen in Scozia Melua inaugura il suo tour in cui ha promosso Piece by Piece e dichiara di voler ripubblicare l'album con tre nuove tracce: It's Only Pain, una versione live e un pezzo inedito.
Il 2 ottobre 2006 ha cantato con il suo gruppo a 303 metri sotto la superficie del mare del Nord, stabilendo il guinness dei primati per il concerto tenuto alla più grande profondità marina.
Nel 2007 ha partecipato al film di Quentin Tarantino, Grindhouse - A prova di morte. Nel dicembre 2007, Melua ha realizzato il singolo What a wonderful world, cover del brano di Louis Armstrong registrato come duetto virtuale basandosi su una registrazione di Eva Cassidy. Tutti i proventi del singolo, che è arrivato alla prima posizione in UK, sono stati devoluti alla Croce Rossa.
Il terzo album di Katie Melua, Pictures, è stato annunciato come l'ultimo realizzato in collaborazione con Mike Batt. L'amica di Katie Molly McQueen, già leader dei The Faders, è coautrice del brano Perfect circle. La versione di iTunes dell'album include come bonus track una cover del brano di Prince Under the cherry moon.

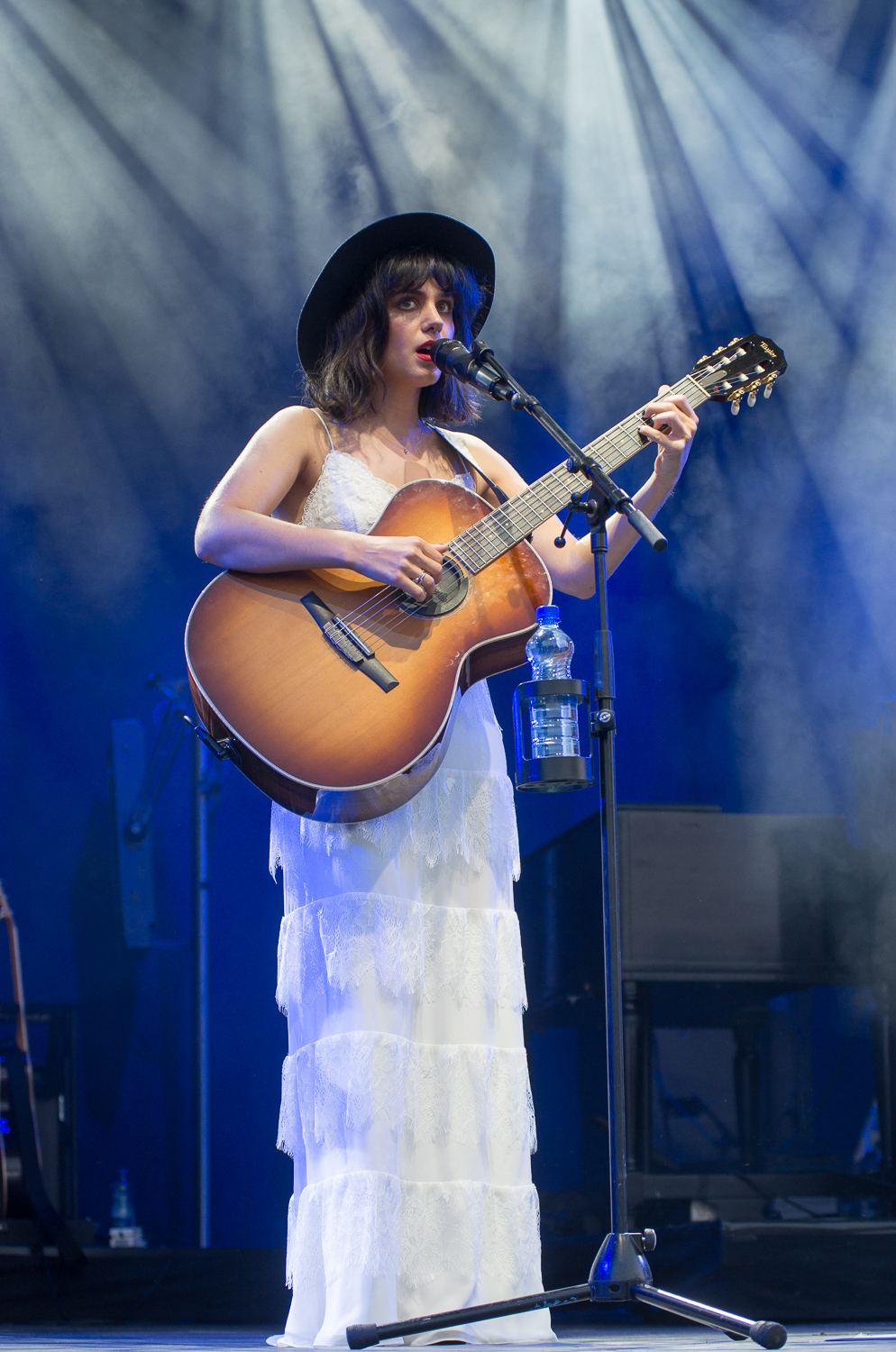
Katie Melua in concerto nel 2015

I 25 marzo 2008 Katie Melua inizia la sua tournée denominata Live Tour 2008 che la porta in numerose città della Francia (due concerti a Parigi) e della Germania, oltre a tre appuntamenti in Polonia e altri in Svizzera, Belgio, Paesi Bassi, Danimarca, Austria, Slovenia e Italia. Il 5 aprile 2008 ha tenuto un concerto nella Royal Albert Hall di Londra e, il giorno seguente, in occasione dell'iTunes Festival a Berlino, un appuntamento intimo avanti solo 500 persone che avevano vinto i biglietti di entrata non vendibili al pubblico; il concerto è stato registrato e reso disponibile dal 14 maggio 2008 in download digitale su iTunes.
Il quarto album di Katie Melua, The House, viene pubblicato in Inghilterra il 24 maggio 2010. Tra gli autori dei brani vi sono Lauren Christy, Guy Chambers e Rick Nowels, mentre il disco è stato prodotto da William Orbit. A due anni di distanza, esce il quinto album in studio della Melua, Secret Symphony, registrato in collaborazione con Mike Batt e pubblicato il 5 marzo 2012. L'album è stato registrato in collaborazione con Mike Batt. Nel settembre 2013 viene pubblicato Ketevan, anticipato dal singolo I Will Be There e prodotto anche questo da Batt.

## Influenze e gusti musicali
Nell'aprile 2006, per The Sun, Katie Melua ha scelto 14 fra le sue canzoni preferite che hanno maggiormente avuto influenza su di lei musicalmente. Ha scelto Heart and Bones di Paul Simon, Hallelujah di Leonard Cohen interpretata da Jeff Buckley, Marcie di Joni Mitchell, Masters of war di Bob Dylan, How sweet it is (to be loved by you) di James Taylor, No particular place to go di Chuck Berry, Glory Box dei Portishead, The pleasure is all mine di Björk, Au port di Camille, Killing in the name of dei Rage Against the Machine, Fancy di Bobbie Gentry, Even after all di Finley Quaye, Caramel di Suzanne Vega, Fuck forever dei Babyshambles.
Nel programma della BBC The Culture Show Katie Melua ha scelto Paul McCartney come maggiore icona britannica vivente.
Ha anche registrato una cover della canzone originalmente cantata da Audrey Hepburn, ovvero Moon River.

## Discografia

### Album in studio
| Anno | Titolo              | Posizioni massime | Posizioni massime | Posizioni massime | Posizioni massime | Posizioni massime | Posizioni massime |
| Anno | Titolo              | IT                | DE                | AT                | CH                | UK                | US                |
| ---- | ------------------- | ----------------- | ----------------- | ----------------- | ----------------- | ----------------- | ----------------- |
| 2003 | Call Off the Search | 54                | 8                 | -                 | 29                | 1                 | 161               |
| 2005 | Piece by Piece      | 17                | 2                 | 5                 | 3                 | 1                 | 108               |
| 2007 | Pictures            | 21                | 2                 | 6                 | 1                 | 2                 | -                 |
| 2010 | The House           | 51                | 3                 | -                 | 1                 | 4                 | -                 |
| 2012 | Secret Symphony     | -                 | 2                 | -                 | -                 | 8                 | -                 |
| 2013 | Ketevan             | -                 | 6                 | 6                 | 6                 | 6                 | -                 |
| 2016 | In Winter           | -                 | -                 | -                 | -                 | -                 | -                 |
| 2020 | Album No. 8         | -                 | -                 | -                 | -                 | -                 | -                 |
| 2023 | Love & Money        | -                 | -                 | -                 | -                 | -                 | -                 |

### Album dal vivo
- 2009 - Live at the O² Arena (UK #111, GER #43, NL #52, BEL #36)

### Raccolte
- 2008 - The Katie Melua Collection (UK #15, GER #12, NL #3, BEL #8, AUS #92, NZ #29)

### EP
- 2008 - iTunes Live: Berlin Festival

### Singoli
| anno | Singolo                                        | Posizione più alta | Posizione più alta | Posizione più alta | Posizione più alta | Posizione più alta | Posizione più alta | Posizione più alta | Posizione più alta | Posizione più alta | Album                      |
| anno | Singolo                                        | UK                 | IRL                | NLD                | GER                | FRA                | ITA                | BEL                | SWI                | NOR                | Album                      |
| ---- | ---------------------------------------------- | ------------------ | ------------------ | ------------------ | ------------------ | ------------------ | ------------------ | ------------------ | ------------------ | ------------------ | -------------------------- |
| 2003 | The Closest Thing to Crazy                     | 10                 | 8                  | 11                 | 9                  | —                  | —                  | —                  | —                  | 15                 | Call off the Search        |
| 2004 | Call off the Search                            | 19                 | 27                 | —                  | —                  | —                  | —                  | —                  | —                  | —                  | Call off the Search        |
| 2004 | Crawling Up a Hill                             | 46                 | 34                 | 38                 | —                  | —                  | —                  | —                  | —                  | —                  | Call off the Search        |
| 2005 | Nine Million Bicycles                          | 5                  | 8                  | 2                  | 3                  | 16                 | 13                 | 4                  | 23                 | 10                 | Piece by Piece             |
| 2005 | I Cried for You / Just like Heaven             | 35                 | 6                  | 12                 | —                  | —                  | —                  | 50                 | —                  | —                  | Piece by Piece             |
| 2006 | Spider's Web                                   | 52                 | 24                 | 30                 | 27                 | —                  | —                  | 66                 | 34                 | —                  | Piece by Piece             |
| 2006 | It's Only Pain                                 | 41                 | —                  | 19                 | 30                 | —                  | —                  | —                  | —                  | 15                 | Piece by Piece             |
| 2006 | Shy Boy                                        | —                  | —                  | 29                 | —                  | —                  | —                  | —                  | —                  | —                  | Piece by Piece             |
| 2007 | If You Were a Sailboat                         | 23                 | 10                 | 10                 | 12                 | —                  | —                  | 13                 | 2                  | 5                  | Pictures                   |
| 2007 | Mary Pickford (Used to Eat Roses)              | —                  | —                  | —                  | —                  | 33                 | 19                 | —                  | —                  | —                  | Pictures                   |
| 2007 | What a Wonderful World (with Eva Cassidy)      | 1                  | —                  | —                  | —                  | —                  | —                  | 74                 | —                  | —                  | The Katie Melua Collection |
| 2008 | If the Lights Go Out                           | 96                 | 22                 | 38                 | —                  | —                  | —                  | 46                 | —                  | —                  | Pictures                   |
| 2010 | The Flood                                      | 35                 | 3                  | 7                  | 11                 | 16                 | —                  | 7                  | 11                 | 3                  | The House                  |
| 2010 | A Happy Place                                  | —                  | 14                 | 21                 | —                  | —                  | 9                  | —                  | —                  | 9                  | The House                  |
| 2010 | To Kill You with a Kiss / I'd Love to Kill You | 19                 | 22                 | —                  | —                  | 19                 | —                  | —                  | —                  | —                  | The House                  |
| 2011 | Gold in Them Hills                             | —                  | —                  | —                  | —                  | —                  | —                  | —                  | —                  | —                  | Secret Symphony            |
| 2012 | The Bit That I Don't Get                       | —                  | —                  | —                  | —                  | —                  | —                  | —                  | —                  | —                  | Secret Symphony            |
| 2012 | Better than a Dream                            | —                  | —                  | —                  | —                  | —                  | —                  | 73                 | —                  | —                  | Secret Symphony            |
| 2012 | Moonshine                                      | —                  | —                  | —                  | —                  | —                  | —                  | 94                 | —                  | —                  | Secret Symphony            |
| 2012 | The Walls of the World                         | —                  | —                  | —                  | —                  | —                  | —                  | 128                | —                  | —                  | Secret Symphony            |
| 2012 | Forgetting All My Troubles                     | —                  | —                  | —                  | —                  | —                  | —                  | —                  | —                  | —                  | Secret Symphony            |
| 2013 | I Will Be There                                | 99                 | —                  | —                  | —                  | —                  | —                  | 73                 | —                  | —                  | Ketevan                    |
| 2013 | The Love I'm Frightened Of                     | —                  | —                  | —                  | —                  | —                  | —                  | —                  | —                  | —                  | Ketevan                    |

### Video
- 2006 - Katie Melua: On the Road Again
- 2007 - Katie Melua: Concert Under the Sea
- 2011 - Katie Melua with the Stuttgart Philharmonic Orchestra